# Ordine di Sant'Anna (Baviera)
L'Ordine di Sant'Anna (in tedesco: St. Anna-Orden) fu un ordine cavalleresco creato da Maria Anna di Sassonia, vedova del defunto elettore Massimiliano III Giuseppe di Baviera, per le donne cattoliche nobili e nubili dell'Elettorato di Baviera.

## Storia

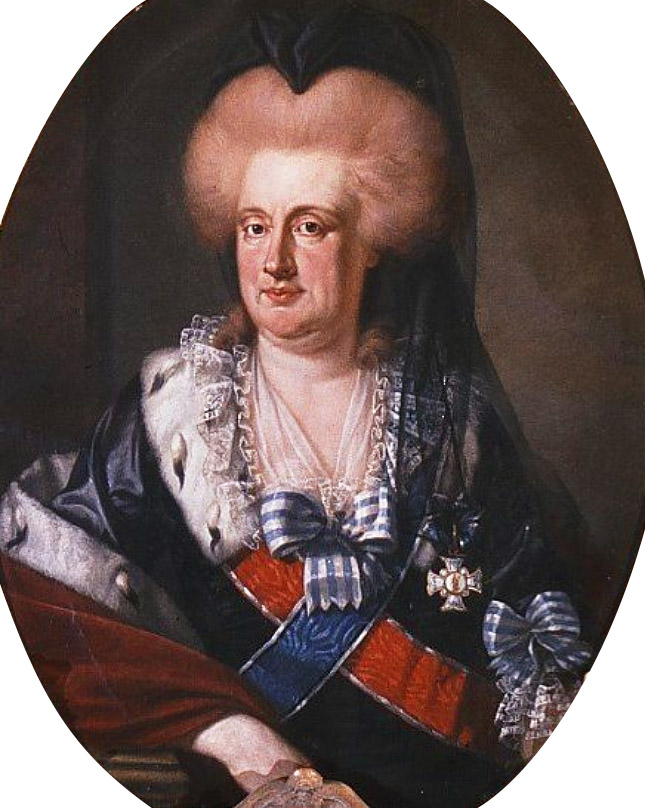
L'elettrice Maria Anna Sofia di Sassoniache fondò l'Ordine di Sant'Anna nel 1783.

L'Ordine di Sant'Anna fu fondato il 19 settembre 1783 da Maria Anna di Sassonia, vedova del defunto elettore Massimiliano III Giuseppe di Baviera, per le donne cattoliche nobili e nubili dell'Elettorato di Baviera. L'ordine ricevette in dote il monastero di Osterhofen, precedentemente soppresso. L'ex convento salesiano di Monaco di Baviera fu designato come fondazione femminile. Per essere ammesse all'ordine, le candidate dovevano avere almeno quindici anni ed essere in grado di dimostrare sedici ascendenze nobili. Nel 1802, Massimiliano IV Giuseppe abolì la condivisione degli alloggi e degli emolumenti, secolarizzando di fatto la fondazione femminile e trasformando l'ordine in un ordine puramente femminile per la cura di ragazze e donne nobili, simile al successivo Ordine di Teresa. Le dieci prebende esistenti furono fissate a 1.000 fiorini ciascuna, e ne furono create altre otto a 500 fiorini ciascuna, di cui sei per le figlie di ufficiali e funzionari non nobili. Per le donne rimanenti, il numero di antenati da verificare è stato ridotto a otto.
Nel 1825, l'ammontare delle prebende fu ridotto rispettivamente a 800 e 400 fiorini, e l'età di ingresso a dodici anni. Successivamente, il numero delle donne fu aumentato a 25 (prebende di prima classe) e 42 (prebende di seconda classe). Nel 1874 l'ordine contava 420 canonichesse, di cui 50 a Würzburg e 248 dame d'onore senza prebende. L'Ordine comprendeva due classi:
- Dama di prima classe
- Dama di seconda classe

L'elettore, poi re, di Baviera nominava come gran maestro dell'ordine principesse nubili o vedove appartenenti alla Casa di Wittelsbach, che ricoprirono tale carica fino al loro matrimonio o alla loro morte. Dopo la morte del fondatore, queste furono:
- 1798 - 1831 Maria Amalia di Sassonia
- 1831 - 1833 Matilde Carolina di Baviera
- 1833 - 1842 Adelgonda di Baviera
- 1842 - 1875 Alessandra di Baviera
- 1875 - 1918 Teresa di Baviera

## Insegne
La decorazione della medaglia consiste in una croce dorata e cerchiata con le braccia leggermente incurvate e smaltate di bianco e bordate di blu scuro. Al centro, un medaglione blu scuro riporta in oro il motto "SUB TUUM PRAESIDIUM" (sotto la tua protezione), attorniante la figura dell'Immacolata in oro. Sul retro, attorno alla figura del vescovo San Benno, compare la scritta "NOSTER PATRONUS" (nostro protettore). Il nastro dell'ordine è azzurro con una striscia gialla su ciascun lato.

## Gran maestri
- Maria Anna Sofia di Sassonia (1766-1777)
- Anna von Hornstein († 16 febbraio 1835)
- Katharina von Predl (1790–1871), pittrice